# Хемотрофи
Хемотрофи или хемоаутотрофи (хемосинтетички) су организми (бактерије) који енергију за синтезе органских материја добијају путем оксидације неких неорганских једињења. Сам процес се назива хемосинтеза и карактеристичан је за неке врсте бактерија.
Хемотрофи могу бити произвођачи у биоценозама на дну мора, крај подводних хидротермалних вентила, где нема сунчеве светлости, и самим тим омогућавају постојање заједнице потпуно независне од сунчеве светлости.
У зависности од неорганских материје које оксидишу хемосинтетичке бактерије се деле на:
- нитрификационе бактерије, оксидују једињења азота и имају главну улогу у његовом кружењу на нашој планети; разликују се две врсте ових бактерија:
  - Nitrosomonas, бактерија која оксидише амонијак NH3(или амонијум NH4+) у нитрите (NO2-):

NH4+ + 1½O2 —> NO2- + H2O + 2H+
- - Nitrobacter, врста која оксидише нитрите у нитрате (NO3- :

NO2- + 1½O2 —> NO3-
Обе врсте бактерије омогућавају биљкама да из земљишта користе соли азота пошто не могу да апсорбују атмосферски азот. На тај начин оне врше природно обогаћивање земљишта солима азота. Нитрификационе бактерије су аеробни организми па када у земљишту нема кисеоника њихово дејство престаје те се онда активирају анаеробне денитрификационе бактерије. Ове бактерије редукују нитрите и нитрате до елементарног азота. Процес денитрификације се у природним условима може спречити сталним преоравањем земљишта чиме се омогућава његова вентилација.
- гвожђевите бактерије оксидишу соли гвожђа и налазе се у водама богатим феро-једињењима;
- сумпорне бактерије оксидишу водоник-сулфид до сумпора који се сакупља у њиховом телу;
- водоничне бактерије оксидишу водоник.
- метанске бактерије врше оксидацију метана.